# Xã Squaw, Quận Warren, Iowa
Xã Squaw (tiếng Anh: Squaw Township) là một xã thuộc quận Warren, tiểu bang Iowa, Hoa Kỳ. Năm 2010, dân số của xã này là 672 người.